# Старая Елань
Ста́рая Ела́нь (тат. Иске Ялан) — деревня в Заинском районе Татарстана. Входит в состав Гулькинского сельского поселения.

## География
Находится в восточной части Татарстана на расстоянии приблизительно 25 км на юг-юго-запад по прямой от районного центра города Заинск.

## История
Основана в XVII веке. В 1736 году была построена Козьмодемьянская церковь, поэтому долгое время населенный пункт был селом (какое-то время как Козьмодемьянское).

## Население
Постоянных жителей было: в 1834—427, в 1877—529, в 1897—929, в 1920—1144, в 1926—896, в 1938—613, в 1949—731, в 1958—618, в 1970—390, в 1979—246, в 1989—127, в 2002—143 (русские 70 %, татары 26 %), 165 в 2010.